# Scytalopus novacapitalis
Scytalopus novacapitalis là một loài chim trong họ Rhinocryptidae.